# توافق‌نامه دریایی بریتانیا و آلمان
توافق‌نامه دریایی بریتانیا و آلمان (به آلمانی: deutsch-britisches Flottenabkommen) (به انگلیسی: Anglo-German Naval Agreement) در ۱۸ ژوئن ۱۹۳۵ امضا شد یک توافق‌نامهٔ دریایی میان بریتانیا و آلمان بود که در آن بزرگی کریگسمارینه، نیروی دریایی آلمان، نسبت به نیروی دریایی پادشاهی بریتانیا تعیین می‌شد.

## مواد
این توافق‌نامه روز ۱۸ ژوئن سال ۱۹۳۵ به امضا رسید و با کاهش محدودیت‌های پیمان ورسای، آلمان را مجاز ساخت برای خود نیروی دریایی مجموعا به تناژ ۳۵ درصد نیروی دریایی بریتانیا ایجاد کند. بر این اساس، آلمان حتی اجازه یافت برای نخستین بار پس از سال ۱۹۱۸، نیروی زیردریایی با حداکثر تناژ ۴۵ درصد بریتانیا، بسازد. همچنین آلمان امکان یافت در هنگام "بحران ملی" توان دریایی خود را تا سقف ۱۰۰ درصد تناژ نیروی دریایی بریتانیا افزایش دهد. به هر صورت روشن نشد در چگونه بحرانی چنین گسترشی مجاز است.
این توافق‌نامه به صورت رسمی در ۱۲ ژوئیه ۱۹۳۵ در مجموعهٔ پیمان‌های بین‌المللی جامعه ملل ثبت شد.

## امیال طرفین
این قرارداد برای هر دو سوی آن تلاشی جاه‌طلبانه برای رسیدن به روابط بهتر بود. برای آلمانی‌ها فرض بر این بود که با این قرارداد می‌توانند با بریتانیا علیه شوروی و فرانسه هم پیمان شوند در حالی که برای بریتانیا فرض بر آن بود که این قرارداد آغازی بر مجموعه ای از محدودسازی‌های نظامی آلمان برای جلوگیری از گسترش قلمرو آن است. این قرارداد از آغاز با تناقض‌هایی روبرو بود چون نسبت ۳۵ به ۱۰۰ که برای آلمان مجاز دانسته شده بود خود بالاتر از حدی بود که در پیمان ورسای تعیین شده بود و بریتانیا این توافق‌نامه را بدون مشورت با ایتالیا و فرانسه امضا کرده بود.